# Manas
Pour les articles homonymes, voir Manas (homonymie).
Manas est une commune française située dans le département de la Drôme en région Auvergne-Rhône-Alpes.

## Géographie

### Localisation

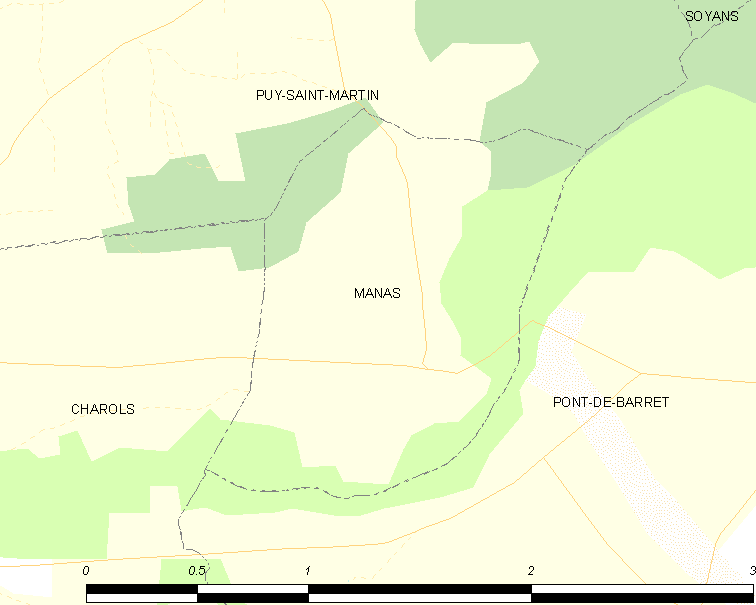
Carte de Manas et des communes proches.

Manas est situé à 18 km au nord de Dieulefit, à 20 km à l'est de Montélimar, 48 km au sud de Valence et à 18 km au sud de Crest.

### Hydrographie
Manas est traversé par le Roubion.

### Climat
Pour des articles plus généraux, voir Climat d'Auvergne-Rhône-Alpes et Climat de la Drôme.
En 2010, le climat de la commune est de type climat méditerranéen altéré, selon une étude du CNRS s'appuyant sur une série de données couvrant la période 1971-2000. En 2020, Météo-France publie une typologie des climats de la France métropolitaine dans laquelle la commune est dans une zone de transition entre le climat de montagne et le climat méditerranéen et est dans une zone de transition entre les régions climatiques « Provence, Languedoc-Roussillon » et « Alpes du sud ».
Pour la période 1971-2000, la température annuelle moyenne est de 13 °C, avec une amplitude thermique annuelle de 17,6 °C. Le cumul annuel moyen de précipitations est de 928 mm, avec 6,8 jours de précipitations en janvier et 4,3 jours en juillet. Pour la période 1991-2020, la température moyenne annuelle observée sur la station météorologique de Météo-France la plus proche, sur la commune de Puy-Saint-Martin à 3 km à vol d'oiseau, est de 13,9 °C et le cumul annuel moyen de précipitations est de 923,0 mm,. Pour l'avenir, les paramètres climatiques de la commune estimés pour 2050 selon différents scénarios d'émission de gaz à effet de serre sont consultables sur un site dédié publié par Météo-France en novembre 2022.

## Urbanisme

### Typologie
Au 1er janvier 2024, Manas est catégorisée commune rurale à habitat dispersé, selon la nouvelle grille communale de densité à 7 niveaux définie par l'Insee en 2022.
Elle est située hors unité urbaine. Par ailleurs la commune fait partie de l'aire d'attraction de Montélimar, dont elle est une commune de la couronne,. Cette aire, qui regroupe 45 communes, est catégorisée dans les aires de 50 000 à moins de 200 000 habitants,.

### Occupation des sols
L'occupation des sols de la commune, telle qu'elle ressort de la base de données européenne d’occupation biophysique des sols Corine Land Cover (CLC), est marquée par l'importance des territoires agricoles (60,8 % en 2018), une proportion identique à celle de 1990 (60,8 %). La répartition détaillée en 2018 est la suivante :
terres arables (42,2 %), forêts (39,2 %), zones agricoles hétérogènes (18,6 %). L'évolution de l’occupation des sols de la commune et de ses infrastructures peut être observée sur les différentes représentations cartographiques du territoire : la carte de Cassini (XVIIIe siècle), la carte d'état-major (1820-1866) et les cartes ou photos aériennes de l'IGN pour la période actuelle (1950 à aujourd'hui).

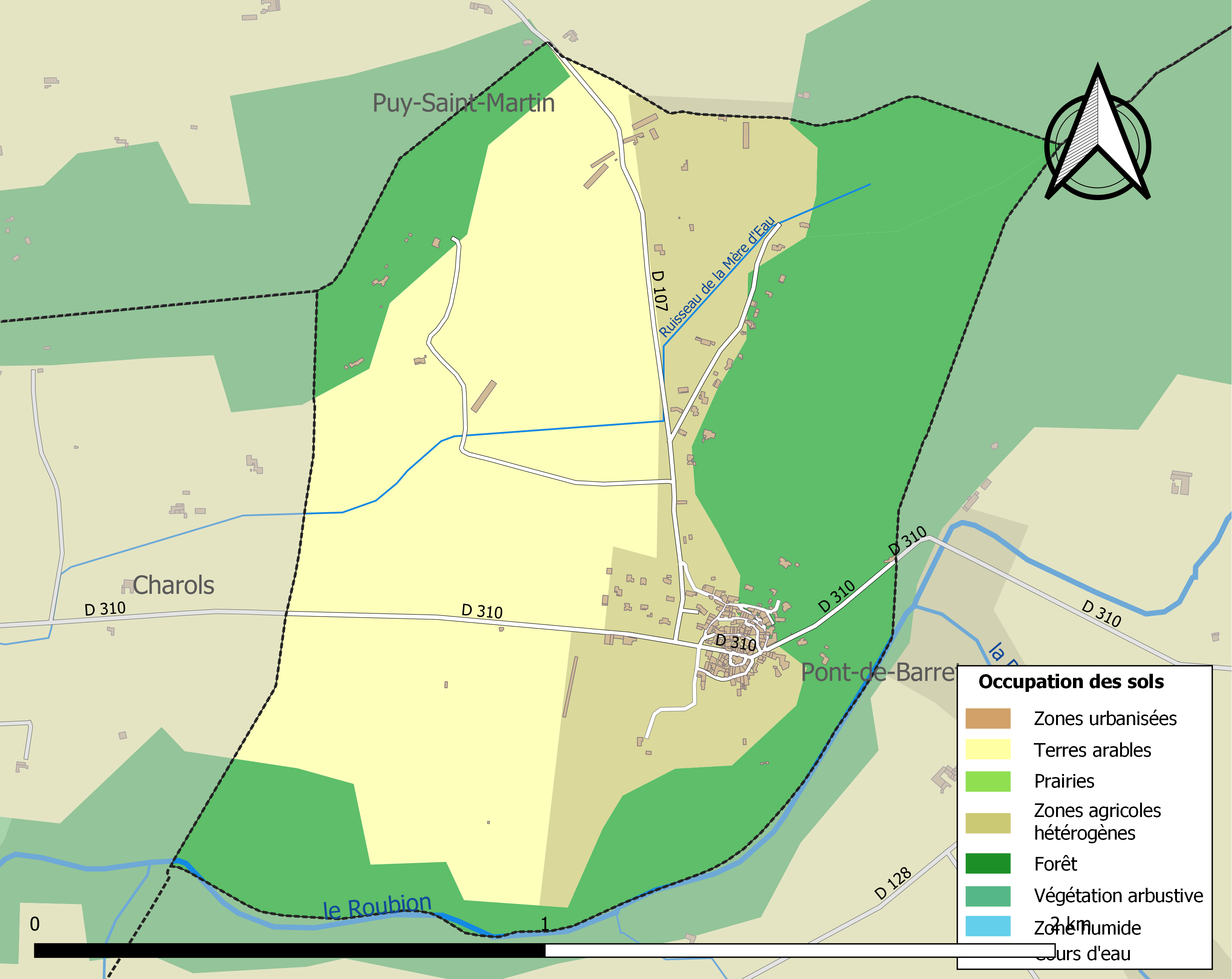
Carte des infrastructures et de l'occupation des sols de la commune en 2018 (CLC).

### Risques naturels
La commune de Manas a été touchée par un tremblement de terre d’intensité VI-VII sur l’échelle MSK en 1901. Ce fort séisme du 13 mai 1901, dont l’épicentre est proche du village, occasionne la chute de quelques cheminées et de nombreuses fissures dans les maisons.

## Toponymie
Manàs en dauphinois ou vivaro-alpin.

### Attestations
Dictionnaire topographique du département de la Drôme :
- 886 : Territorium de Manhal (cartulaire de Saint-Chaffre, 7).
- 1219 : Condaminae de Manacio (cartulaire de Saint-Chaffre, 41).
- 1228 : mention de la commanderie : Preceptor de Manas (cartulaire de Saint-Chaffre, 43).
- XIVe siècle : mention de la paroisse : Capella de Manas (pouillé de Valence).
- XIVe siècle : mention de la commanderie : Preceptoria Sancti Johannis de Manas (pouillé de Valence).
- 1381 : Castrum de Manas (Valbonnais, II, 162).
- 1391 : Manaz (Valbonnais, II, 214).
- 1442 : Manacium et Manassium (choix de docum., 270 et 271).
- 1509 : mention de l'église Sainte-Madeleine : Ecclesia parrochialis Beate Marie Magdalene Manassii (visites épiscopales).
- 1540 : mention de la paroisse : Cura de Manassio (rôle de décimes).
- 1891 : Manas, commune du canton de Marsanne.

### Étymologie
Du dauphinois mana la terre grasse, du latin mansio, demeure; exploitation rurale ou man, rocher, hauteur[réf. nécessaire].

## Histoire

### Du Moyen Âge à la Révolution
La seigneurie : fief des templiers puis des hospitaliers jusqu'au XVIe siècle avant une destruction partielle.
Avant 1790, Manas était une communauté de l'élection, subdélégation et sénéchaussée de Montélimar, formant une paroisse du diocèse de Valence dont l'église, sous le vocable de Saint-Jean, puis sous celui de Sainte-Madeleine, était celle d'une commanderie de l'ordre de Saint-Jean de Jérusalem connue dès 1219. Cette commanderie fut unie vers la fin du XVe siècle à celle du Poët-Laval, dont le titulaire a été, de ce chef, décimateur et seigneur temporel de Manas jusqu'à la Révolution.

### De la Révolution à nos jours
En 1790, la commune fait partie du canton de Marsanne. C'est toujours le cas en 1891.
1799 (démographie) : 222 habitants.
(non daté)[réf. nécessaire] : la commune est rattachée au canton de Dieulefit.

## Politique et administration

### Liste des maires
| Période                                  | Période                        | Identité           | Étiquette   | Qualité                                        |
| ---------------------------------------- | ------------------------------ | ------------------ | ----------- | ---------------------------------------------- |
| Les données manquantes sont à compléter. |                                |                    |             |                                                |
|                                          |                                | Jean-Louis Sibourg | républicain | maire en 1850 condamné à la prison à Belle-Île |
| 1850                                     |                                | Mazel              |             |                                                |
| avant 1995                               | ?                              | Jean-Pierre Lorie  |             |                                                |
| mars 2001                                | 2014                           | Raymond Poulain    |             |                                                |
| 2014                                     | En cours (au 20 novembre 2023) | Florence Merlet,   |             | Chef d'entreprise                              |

## Population et société

### Démographie
L'évolution du nombre d'habitants est connue à travers les recensements de la population effectués dans la commune depuis 1793. Pour les communes de moins de 10 000 habitants, une enquête de recensement portant sur toute la population est réalisée tous les cinq ans, les populations de référence des années intermédiaires étant quant à elles estimées par interpolation ou extrapolation. Pour la commune, le premier recensement exhaustif entrant dans le cadre du nouveau dispositif a été réalisé en 2004.

En 2022, la commune comptait 178 habitants, en évolution de −8,72 % par rapport à 2016 (Drôme : +2,64 %, France hors Mayotte : +2,11 %).
| 1793 | 1800 | 1806 | 1821 | 1831 | 1836 | 1841 | 1846 | 1851 |
| ---- | ---- | ---- | ---- | ---- | ---- | ---- | ---- | ---- |
| 284  | 222  | 252  | 359  | 345  | 353  | 326  | 327  | 296  |

| 1856 | 1861 | 1866 | 1872 | 1876 | 1881 | 1886 | 1891 | 1896 |
| ---- | ---- | ---- | ---- | ---- | ---- | ---- | ---- | ---- |
| 315  | 308  | 307  | 322  | 263  | 247  | 249  | 225  | 244  |

| 1901 | 1906 | 1911 | 1921 | 1926 | 1931 | 1936 | 1946 | 1954 |
| ---- | ---- | ---- | ---- | ---- | ---- | ---- | ---- | ---- |
| 230  | 218  | 192  | 161  | 154  | 140  | 129  | 114  | 109  |

| 1962 | 1968 | 1975 | 1982 | 1990 | 1999 | 2004 | 2006 | 2009 |
| ---- | ---- | ---- | ---- | ---- | ---- | ---- | ---- | ---- |
| 112  | 85   | 90   | 101  | 137  | 134  | 156  | 162  | 182  |

| 2014 | 2019 | 2022 | - | - | - | - | - | - |
| ---- | ---- | ---- | - | - | - | - | - | - |
| 189  | 191  | 178  | - | - | - | - | - | - |

### Enseignement
La commune relève de l’académie de Grenoble.

### Manifestations culturelles et festivités

#### Loisirs
- Pêche et chasse[15].
- Randonnées[15].

## Économie
En 1992 : céréales, porcins.

## Culture locale et patrimoine

### Lieux et monuments
- Reste de donjon[15].
  - Tour rectangulaire médiévale de la commanderie des Hospitaliers[réf. nécessaire].
- Maisons Renaissance avec tours[15].
- Église Sainte-Madeleine de Manas, composite : clocher ancien[15].

### Patrimoine naturel
Manas 1er village botanique de France crée par un professeur (Monsieur Pasquier) et ses élèves. Les ruelles et placettes de ce charmant village servent de cadre aux plantations (150 variétés) dûment étiquetées. Classé Village Botanique sur le thème "arbustes rares ou méconnus", à visiter toute l’année de préférence au printemps.

### Héraldique, logotype et devise
|  | Si vous connaissez un blason se rapportant à Manas, merci de l’ajouter sur l’article. |